# Blepharita porphyrea
Blepharita porphyrea är en fjärilsart som beskrevs av Scriba 1790. Blepharita porphyrea ingår i släktet Blepharita och familjen nattflyn. Inga underarter finns listade i Catalogue of Life.